# Christoph Klesch
Christoph Klesch (* 16. Oktober 1632 in Iglo; † 20. Februar 1706 in Erfurt) war ein karpatendeutscher lutherischer Theologe und Lyriker.

## Leben
Bereits mit fünf Jahren hatte er seinen Vater verloren, der als Bergmeister und Zechenteilhaber für den Unterhalt seiner Familie gesorgt hatte. Nach dem Besuch der Schule seines Heimatortes bereiste Klesch mehrere Orte Schlesiens sowie Sachsens und besuchte 1648 das Gymnasium in Breslau. Anfang der 1650er Jahre bezog er die Universität Wittenberg, wo er Philosophie und Theologie studierte und im Anschluss 1654 eine Stelle als Diaconus in Felka annahm. Nach weiteren Zwischenstationen in Bartfeld und Matthiasdorf (bei Altsohl) wurde er 1661 Pastor und Schulinspektor in Georgenberg. Aufgrund der einsetzenden Verfolgung evangelischer Geistlicher in Ungarn flüchtete er 1673 nach Wittenberg.
Hier erwarb er sich an der Universität am 9. Oktober 1674 den akademischen Grad eines Magisters und wechselte nach Jena, wo er sich als Prediger und Schriftsteller betätigte. 1680 nahm er wieder ein Predigtamt in Tennstedt an, wechselte 1684 als Diaconus nach Erfurt und wurde im Folgejahr dort Pfarrer.
Zeitzeugen schildern ihn als wortgewandten Reimer, der gemeinsam mit seinem Bruder Daniel Klesch zu einer prägnanten Ausdrucksweise gelangte. Außer seinen Gedichten veröffentlichte er theologische Streitschriften und einige Predigten. Am 4. Mai 1676 wurde er von Philipp von Zesen mit der Dichterkrone gekrönt und hatte in der Deutschgesinnten Genossenschaft den Namen der Dichtende erhalten.

## Schriften (Auswahl)
- De ortu Animae Rationalis. Wittenberg 1653
- Aller Christen, absonderlich Lehrer, Lebenskrone. Leutschau 1661
- Redlich und Redender Reise-Gefährte eines aus Ungarn Vertriebenen. Jena 1675
- Der mit dem Göttlichen Kleinod heilsamer Elends-Klauen gezierte Evangelischen Prediger. Jena 1679
- Andächtige Elendsstimme auf Davids Harfenspiel. Jena 1679
- Succincta Papistica ae in XIII Scepus. oppidis …, instituta deformationis enarratio. Jena 1679
- Neue Ehrenpforte. Erfurt 1705